# Konrad Schlüsselburg
Konrad Schlüsselburg (né le 8 avril 1543 à Hessisch Oldendorf, mort le 5 octobre 1619 à Stralsund) est un pasteur protestant et théologien luthérien allemand.

## Biographie
Konrad Schlüsselburg suit sa scolarité à Paderborn puis à Brunswick, puis étudie à partir de 1565 à l'Université de Wittemberg. En 1568, peu de temps avant son examen de maîtrise, il en est expulsé à cause de ses vives critiques, au nom de l'orthodoxie luthérienne, à l'encontre des philippistes Caspar Peucer, Caspar Cruciger et Christoph Pezel.
Schlüsselburg poursuit alors ses études à l'université d'Iéna où, en 1569, il obtient une maîtrise. Il accompagne ensuite Johann Wigand à Königsberg, où il dessert une paroisse à partir de 1574 et épouse Anna Dresser, belle-sœur de Wigand et arrière-petite-nièce de Martin Luther.
En raison de ses attaques contre l'évêque protestant de Sambie Tilemann Hesshus, il quitte Königsberg en 1579. Il tient des conférences à l'université de Rostock en 1580, dessert une paroisse à Anvers en 1581, est prédicateur de la cour à Gadebusch en 1582 et prêche en 1583 à l'église Sainte-Marie de Wismar. Grâce à la médiation de son ami David Chytraeus, l'université de Wittenberg annule en 1586 la condamnation prononcée contre lui en 1568. En 1590, Schlüsselburg devient surintendant de l'évêché de Ratzebourg puis en 1594 grand pasteur de Stralsund. Il reçoit le doctorat de la faculté de théologie de l'université d'Iéna.
À Stralsund, Schlüsselburg reste un théologien belliqueux. Il intervient dans le conflit qui oppose la ville au duché de Poméranie à propos de la direction de l'église. En 1612, il donne une conférence sur la vie de Luther qui contribue à la formation de la légende autour de la personne de Luther. En 1618, il écrivit l'ordre du consistoire de Stralsund. Il a des relations étroites avec le bibliophile Ludolf von Münchhausen et sa famille.